# Trần Thị Thu Phước
Trần Thị Thu Phước (sinh ngày 20 tháng 10 năm 1976, người Xơ Đăng) là nữ sĩ quan Công an nhân dân Việt Nam. Bà là Đại tá, Phó Bí thư Đảng ủy, Phó Giám đốc Công an tỉnh Kon Tum, Đại biểu Quốc hội khóa XV từ Kon Tum. Bà từng là Thường vụ Tỉnh ủy, Trưởng Công an huyện Kon Rẫy, Kon Tum.
Trần Thị Thu Phước là đảng viên Đảng Cộng sản Việt Nam, học vị Cử nhân Cảnh sát nhân dân, Thạc sĩ An ninh, Cao cấp lý luận chính trị. Bà có sự nghiệp đều công tác ở ngành công an tỉnh Kon Tum.

## Xuất thân và giáo dục
Trần Thị Thu Phước sinh ngày 20 tháng 10 năm 1976 tại xã Đăk Long, nay là thị trấn Măng Đen, huyện Kon Plông, tỉnh Kon Tum, quê quán ở xã Phước Sơn, huyện Tuy Phước, tỉnh Bình Định. Bà lớn lên và tốt nghiệp phổ thông ở Kon Tum, theo học Trường Đại học Cảnh sát nhân dân ở Thành phố Hồ Chí Minh, tốt nghiệp Cử nhân Cảnh sát nhân dân, sau đó học cao học ở Học viện An ninh nhân dân và nhận bằng Thạc sĩ. Bà được kết nạp Đảng Cộng sản Việt Nam vào ngày 17 tháng 8 năm 1998, trở thành đảng viên chính thức sau đó 1 năm, từng theo học các khóa chính trị ở Học viện Chính trị Quốc gia Hồ Chí Minh và tốt nghiệp Cao cấp lý luận chính trị. Hiện bà thường trú ở phường Thống Nhất, thành phố Kon Tum, tỉnh Kon Tum.

## Sự nghiệp
Năm 1998, sau khi tốt nghiệp Trường Cảnh sát, Trần Thị Thu Phước được điều về công tác ở Công an tỉnh Kon Tum, ở Phòng Cảnh sát điều tra Công an tỉnh. Đến tháng 12 năm 2006, bà nhậm chức Điều tra viên Văn phòng cơ quan Cảnh sát Điều tra của Công an tỉnh. Sau đó, bà là Đội trưởng Đội Điều tra và Thẩm định Điều tra, tham gia điều tra các vụ án hình sự ở tỉnh Kon Tum. Tháng 1 năm 2009, bà được bổ nhiệm làm Phó Chánh Văn phòng cơ quan Cảnh sát Điều tra Công an tỉnh, bên cạnh đó là Chi ủy viên Chi bộ của Văn phòng cơ quan này. Tháng 4 năm 2014, bà được điều về huyện Kon Rẫy, chỉ định vào Ban Thường vụ Huyện ủy, nhậm chức Bí thư Đảng ủy, Trưởng Công an huyện Kon Rẫy. Sau 4 năm ở huyện Kon Rẫy, vào tháng 10 năm 2018, bà được điều trở lại Công an tỉnh, được bổ nhiệm làm Phó Bí thư Đảng ủy, Phó Giám đốc Công an tỉnh Kon Tum, bên cạnh đó được phong cấp hiệu Đại tá Công an.
Năm 2021, Công an tỉnh Kon Tum, Ủy ban Mặt trận Tổ quốc Việt Nam tỉnh Kon Tum giới thiệu Trần Thị Thu Phước tham gia ứng cử đại biểu Quốc hội từ Kon Tum, thuộc đơn vị bầu cử số 2 gồm Đăk Hà, Đăk Tô, Tu Mơ Rông, Ngọc Hồi, Đăk Glei, rồi trúng cử Đại biểu Quốc hội khóa XV với tỷ lệ 92,21%.

## Lịch sử thụ phong quân hàm
| Quân hàm |        |  |  |  |  |  |  |  |  |  |  |
| Cấp bậc  | Đại tá |  |  |  |  |  |  |  |  |  |  |
|          |        |  |  |  |  |  |  |  |  |  |  |